# Хайнрих (Ритберг)
Вижте пояснителната страница за други личности с името Хайнрих.
Хайнрих (III) фон Арнсберг-Ритберг (на немски: Heinrich (III.) von Arnsberg, Graf von Rietberg, † 1116 в битката при Велфесхолц) е граф на Ритберг и фогт на епископия Падерборн.

## Биография
Той е малкият син на граф Конрад II от Арнсберг-Верл (1040, † 1092) и Мехтхилд/Матилда, дъщеря на баварския херцог Ото Нортхаймски и на Рихенза Швабска.
Баща му Конрад е убит в битка с фризийците през 1092 г. След смъртта на баща му главен негов наследник става брат му Фридрих. Хайнрих получава Графство Ритберг и фогтая на епископия Падерборн. Епископ по това време е чичо му Хайнрих II фон Верл (от 1084 до 1127).
Хайнрих управлява като граф на Ритберг в съгласие с брат му Фридрих. Заедно двамата участват през 1111 г. в похода до Рим на Хайнрих V. Двамата са в най-близкото обкражение на императора. Хайнрих е в групата от заложници, изратена за сигурност при папата.
През 1114 г. двамата братя се присъединяват към опозицията против Хайнрих V. През юни 1114 г. войската на въстаниците обсажда окупираната от императорската войска крепост Дойтц. Хайнрих умира в битката при Велфесхолц 1116 г.

## Фамилия
Хайнрих фон Арнсберг-Ритберг се жени през 1106 г. за Беатрис фон Хилдрицхаузен († 1115/1122), сестра на Еберхард I фон Хилдрицхаузен († 1112), княжески епископ на Айхщет, вдовицата на Готфрид I фон Капенберг, фогт на Верден († 1106), дъщеря на Хайнрих II фон Хилдрицхаузен († сл. 1089), маркграф в Нордгау, и Беатрикс фон Швайнфурт († 1104). Съпругата му е внучка на херцога на Швабия Ото II и на маркграф Ото фон Швайнфурт, херцог на Швабия. Те имат две дъщери:
- Аделхайд фон Ритберг, омъжена за граф Адолф II/IV фон Берг, фогт на Капенберг, Верден († 1160)
- Айлика/Елика фон Ритберг, омъжена за Егилмар II фон Олденбург, граф на Олденбург (1108 – 1143).